# Fantani Touré
Fantani Touré (Bamako, 30 de mayo de 1964-París, 3 de diciembre de 2014) fue una cantante y compositora maliense.

## Biografía
Fantani subió a los escenarios a los siete años como bailarina, cantante y actriz de teatro.
Durante los años 1990, gracias a Salif Keïta quien produjo su primer álbum N'tin Naari, adquirió notoriedad internacional. Posteriormente, produjo una media docena de discos y colaboró con Toumani Diabaté y Ali Farka Touré.
Compuso numerosos temas musicales de películas, en particular Sia, le rêve du python del cineasta burkinabés Dani Kouyaté y La Genèse del maliense Cheick Oumar Sissoko.
También participó en proyectos de defensa de los derechos de la mujer, con su festival Les Voix de Bamako.

## Distinciones
- Caballero de la Orden Nacional de Malí (2010)
- Prix Unesco de l'éducation pour la paix (2011)